# Köppens klimaklassifikation
Köppens klimaklassifikation er et af de mest brugte klimaklassificeringssystmer. Det blev udviklet af den tyske klimatolog Wladimir Köppen 1884, med flere senere modifikationer af ham selv, specielt i 1918 og i 1936. Et senere samarbejde mellem Köppen og en anden tysk klimatolog Rudolf Geiger om forskellige ændringer, har gjort at systemet nogen gange refereres til som Köppen-Geiger klima klassifikationssystemet.
Systemet kombinerer årlige og månedlige normaler for temperatur og nedbør, sammenholdt med fordelingen af vegetationen i de forskellige områder.

## Klimazoner
Köppens skema inddeler klimaet i fem klimazoner, der underinddeles i flere klimatyper og klimaundertyper. Hver klimatype er tildelt en kode på mellem to og fire bogstaver.
- A: Tropisk klima (monsun-, regnskovs- og savanneklima)
- B: Tørt klima (steppe- og ørkenklima)
- C: Varmtempereret klima (bl.a. middelhavsklima)
- D: Koldtempereret klima
- E: Polar klima

### Gruppe A:Tropisk klima

#### Tropisk regnskov (Af)
- Alle tolv måneder har en nedbørsnormal på mindst 60 mm. Normalt finder man denne klimatype mellem 5 og 10 grader fra ækvator, men i mellemamerika kan det strække sig så langt som 25 grader fra ækvator. Klimaet er domineret af den intertropiske konvergenszone året rundt og har kun lidt årstidsvariation.

Verdens regnskove har dette klima.
Område eksempler:
Singapore
Store dele af Brasilien
Enkelte af områderne som har dette klima har jævnt fordelt nedbør gennem hele året (f.eks. Stillehavskysten af nordvestlige Syd- og Central-Amerika fra Ecuador til Costa Rica), men i mange tilfælde er perioden hvor solen står højst og dagene er længst den vådeste (som i Indonesien). Andre områder (som Malaysia) er vådest når solen står lavest og dagene er kortest.
Enkelte områder med dette klima finder man i yderkanten af troperne, og næsten kun på den sydlige halvkugle som f.eks. Santos i Brasilien.

#### Tropisk monsun (Am)
Denne type klima er mest udbredt i Syd-Asien og vestafrika og kommer som et resultat af monsunen. Monsunvinden ændrer retning med årstiden. Steder
med dette klima får mindre end 60 mm nedbør i den tørreste måned men mere end (100 − [total årlig nedbør{mm}/25]).
Område eksempler:
Guinea
Bangladesh
Enkelte andre områder passer også ind i denne kategori og disse bliver kaldt passatvinds litoral klima, fordi østlige vinde fører tilstrækkelig nedbør
med sig i vintermånederne, til at klimaet ikke bliver tropisk savanneklima. Jakarta i Indonesien og Nassau på Bahamas er sådanne steder.

#### Tropisk savanne (Aw, As)
Dette klima har tydelige tørkeperioder, hvor de tørreste måneder har mindre end 60 mm nedbør og mindre end (100 – [total årlig nedbør{mm}/25]).
Områdeeksempler:
Bangalore, Indien
Veracruz, Mexico
Townsville, Australien.
De fleste områder med dette klima finder man i de ydre dele af den tropiske zone, men af og til også indenfor troperne (som San Marcos i Colombia).
Af og til bliver As brugt i stedet for Aw hvis tørketiden opstår mens solen står højt på himlen og dagene er lange. Dette er tilfældet i dele af Hawaii,
Øst-Afrika (Mombasa, Kenya) og Sri Lanka (Trincomalee).

### Gruppe B:Tørt klima
- Ørken (Bwh, Bwk, Bwn)
- Steppe (Bsh, Bsk)

### Gruppe C:Varmtempereret klima
- Fugtigt subtropisk (Cfa, Cwa)
- Oceanisk (Cfb, Cwb, Cfc)
- Mediterrant (Csa, Csb)

### Gruppe D:Koldtempereret klima
- Fugtigt kontinentalt (Dfa, Dwa, Dfb, Dwb)
- Subarktisk (Dfc, Dwc, Dfd, Dwd)

### Gruppe E:Polarklima
- Polar (ET, EF)
- Alpint (ET/H)